# Oroszország–Ukrajna labdarúgó-mérkőzés (1999. október 9.)
1999. október 9-én Európa-bajnoki selejtezőt rendeztek a moszkvai Luzsnyiki Stadionban Oroszország és Ukrajna válogatottjai között. A mérkőzésre a 2000-es Európa-bajnokság selejtezőinek 4. csoportjában került sor az utolsó selejtezőnapon.

## Összegzés
A találkozó 1–1-es döntetlennel ért véget, ami azt jelentette, hogy Ukrajna a második helyen végzett a csoportban Franciaország mögött, Oroszország pedig a harmadik helyen zárt és elbúcsúzott a további küzdelmektől. Ukrajna a későbbiekben pótelejtezőt játszott Szlovénia ellen, azonban alulmaradt és nem jutott ki az Európa-bajnokságra. 
Maga a találkozó jóval több volt annál, minthogy két szomszédos egykori szovjet tagállam találkozott. Ezt megelőzően a kijevi selejtező volt az első alkalom, amikor a két ország válogatottja egymás ellen lépett pályára, ugyanis sem a két mérkőzést megelőzően, sem pedig azóta nem találkoztak egymással.
Oroszországnak mindenképpen győznie kellett volna ahhoz, hogy bebiztosítsa helyét a 2000-es Európa-bajnokságon, Ukrajnának azonban elég volt egy döntetlen a második, pótselejtezőt érő helyhez. A győzelem érdekében Oroszország az egész mérkőzés folyamán többet támadott és a 75. percben Valerij Karpin szabadrúgásgóljával megszerezte a vezetést. Ez Ukrajna kiesését jelentette volna, azonban Andrij Sevcsenko révén a 87. percben egyenlített Ukrajna.

## A mérkőzés

### Részletek
| 1999. október 9. |

| Oroszország | 1–1               | Ukrajna       |
| ----------- | ----------------- | ------------- |
| Karpin 75'  | (0–0) Jegyzőkönyv | Sevcsenko 87' |

| Luzsnyiki Stadion, Moszkva Nézőszám: 80 000 Játékvezető: David Elleray (angol) |

| Oroszország | Ukrajna |

| GK                   | 1  | Alekszandr Filimonov    |     |     |
| SW                   | 7  | Viktor Onopko (csk)     |     |     |
| CB                   | 6  | Jurij Drozdov           |     |     |
| CB                   | 4  | Alekszej Szmertyin      |     |     |
| CB                   | 2  | Dmitrij Hlesztov        | 49' |     |
| DM                   | 9  | Jegor Tyitov            |     |     |
| CM                   | 3  | Dmitrij Hohlov          |     |     |
| CM                   | 5  | Dmitrij Alenyicsev      |     |     |
| RW                   | 8  | Valerij Karpin          |     |     |
| LW                   | 11 | Andrej Tyihonov         |     | 62' |
| CF                   | 10 | Alekszandr Panov        |     | 80' |
| Cserék:              |    |                         |     |     |
| FW                   | 17 | Vlagyimir Beszcsasztnih |     | 62' |
| MF                   | 18 | Szergej Szemak          |     | 80' |
| Szövetségi kapitány: |    |                         |     |     |
| Oleg Romancev        |    |                         |     |     |

| GK                   | 1  | Olekszandr Sovkovszkij |  |     |
| SW                   | 5  | Valdiszlav Vascsuk     |  |     |
| RB                   | 2  | Oleh Luzsnij (csk)     |  |     |
| CB                   | 3  | Szerhij Mizin          |  |     |
| CB                   | 4  | Olekszandr Holovko     |  |     |
| LB                   | 6  | Jurij Dmitrulin        |  | 76' |
| CM                   | 7  | Jurij Makszimov        |  | 77' |
| CM                   | 8  | Andrij Huszin          |  |     |
| RW                   | 10 | Andrij Sevcsenko       |  |     |
| CF                   | 9  | Szerhij Szkacsenko     |  | 41' |
| LW                   | 11 | Szerhij Rebrov         |  |     |
| Cserék:              |    |                        |  |     |
| DF                   | 18 | Volodimir Mikitin      |  | 41' |
| FW                   | 15 | Szerhij Kovaljov       |  | 76' |
| FW                   | 14 | Hennadij Moroz         |  | 77' |
| Szövetségi kapitány: |    |                        |  |     |
| Szabó József         |    |                        |  |     |

| Partjelzők David Bryan (angol) David Babski (angol) Negyedik számú játékvezető: Mike Riley (angol) |